# Волевич, Ирина Яковлевна
Ирина Яковлевна Волевич (род. 11 июля 1940, Москва) — российский переводчик с французского языка.

## Биография
Отец — легендарный парашютист и лётчик-испытатель Яков Моисеевич Солодовник (1915—1986), совершивший в сентябре 1939 года первый высотный парашютный прыжок из стратосферы.
Окончила Институт иностранных языков имени М.Тореза. Занималась в переводческом семинаре Лилианны Лунгиной.

## Семья
- Муж (с 1966 года) — математик Леонид Романович Волевич. Сыновья — Владимир (1967) и Михаил (1974).
- Тётя (сестра отца) — Розалия Моисеевна Солодовник, переводчик художественной прозы (её внучка — журналистка Маша Гессен)[3][4]. Двоюродная сестра — Елена Самуиловна Минкина (1942—1992), переводчик и литературный критик, сотрудник редакции журнала «Современная художественная литература за рубежом».
- Отчим — Шая Моисеевич Круман (1916—1993), ответственный редактор отдела фронтовой информации «Последних известий», сотрудник радиокомитета.

## Творчество
Ей принадлежат переводы романов Агриппы д’Обинье «Приключения барона де Фенеста», Тонино Бенаквисты «Мясорубка для маленьких девочек», Рэмона Кено «Голубые цветочки», Франсуазы Саган «Рыбья кровь», Патрика Модиано «Незнакомки», Фредерика Бегбедера «99 франков», Аготы Кристоф «Вчера», «Словарь имен собственных» Амели Нотомб, повестей и романов Жана Жироду, Мишеля Турнье, Веркора, Корины Бий, Жана Эшноза, пьес Мишеля де Гельдерода и др.
Живёт в Москве.

## Признание
- Премия журнала Иностранная литература (1997) за перевод романа Яна Муакса «Праздники любви».
- Книга эссе Паскаля Киньяра «Секс и страх» в переводе Ирины Волевич была признана лучшей переводной книгой 2006 года на Московской международной книжной выставке-ярмарке.
- Премия Мориса Ваксмахера за перевод романов «Салон в Вюртемберге» Паскаля Киньяра и «Чероки» Жана Эшноза (2008).